# Heartlight
Heartlight è un videogioco di tipo rompicapo bidimensionale, simile a Boulder Dash, uscito inizialmente nel 1991 sulla rivista polacca Tajemnice Atari come codice sorgente per Atari 8-bit creato da Janusz Pelc. In seguito venne sviluppato da Xland e pubblicato da Epic Megagames per MS-DOS e da Deco per Amiga.
Per DOS stato pubblicato in due versioni: Heartlight come versione shareware gratuita, che presenta 20 livelli, e Heartlight Deluxe come versione completa a pagamento che ne presenta 70. Questa versione, nel 2006, è stata pubblicata dal coautore del gioco Maciej Miąsik sotto licenza Creative Commons, e liberamente scaricabile.

## Modalità di gioco
La schermata di gioco è impostata su una griglia di quadrati. Alcuni livelli fanno uso della schermata intera, che copre un'area pari a 12x20 quadrati. 
Il giocatore prende il ruolo di Percival, un piccolo elfo che ha il compito di raccogliere tutti i cuori presenti nel livello e di raggiungere la porta di uscita evitando trappole e bombe.
A differenza di altri giochi, Heartlight non pone un tempo limite o un numero limitato di "vite" per completare l'obiettivo, e non è presente una funzione di "salvataggio" di partita.
Nel gioco vi sono un vario numero di oggetti come cuori, bombe e rocce. Perceval deve raccogliere tutti i cuori evitando rocce e bombe, per poi raggiungere la porta di uscita. Alcuni muri e spazi vuoti possono inoltre presentare caratteristiche particolari vantaggiose o svantaggiose.

## Recensioni
Heartlight, pubblicato nella compilation Epic Puzzle Pack insieme a Robbo e Electro, è stato recensito nel numero 206 della rivista Dragon da Sandy Petersen, nella rubrica "Eye of the Monitor", con il punteggio di 3 su 5.